# 草津八幡神社
草津八幡神社（くさつはちまんじんじゃ）は、広島県広島市西区にある神社。

## 由緒
推古天皇の時代、多紀理姫命を海路の守護神として祀ったのが始まり。八幡神の奉斎の時期については定かではないが、鎌倉時代以前に武蔵国渋谷郷（現、東京都渋谷区）から来住した社家の始祖が宇佐八幡宮より勧請し、以前から祀られていた「多紀理の宮」と合祀して八幡宮を創建したと伝わる。現在の社殿は1931年に建てられたもので、爆心地から5キロメートルで被爆した。

## 祭神

### 主祭神
品陀和気命、帯中津日子命、息長帯日売命

### 相殿神
多紀理姫命、湍津姫命、市寸島姫命

## 摂末社、境外社

### 戎神社
戎神社（えびすじんじゃ）は、胡子神を祭神とする境内社。

### 鷺森神社
鷺森神社（さぎもりじんじゃ、通称：べんてんさん）は、広島市西区草津東3丁目1-8に鎮座する市杵島姫命を祭神とする境外社。相殿神に金毘羅神を祀る。

### 稲荷神社
稲荷神社（いなりじんじゃ）は、広島市西区草津本町に鎮座する倉稲魂神を祭神とする境外社。

### 龍宮神社
龍宮神社（りゅうぐうじんじゃ、通称：りゅうぐうさん）は、広島市西区草津東1丁目15-7に鎮座する三少童命、三筒男命を祭神とする境外社。

### 住吉神社
住吉神社（すみよしじんじゃ、通称：すみよっさん）は、広島市西区草津南1丁目7-23に鎮座する綿津見神、三筒男命を祭神とする境外社。

### 胡子神社
胡子神社（えびすじんじゃ、通称：はまのえべっさん）は、広島市西区草津浜町7-17に鎮座する事代主神を祭神とする境外社。

### 幸神社
幸神社（こうじんじゃ）は、広島市西区草津東3丁目2に鎮座する猿田彦命を祭神とする境外社。

## 交通
- 広島電鉄宮島線草津駅下車、北へ徒歩15分